# All Night Radio
All Night Radio fue una banda estadounidense de indie rock formada en Los Ángeles.

## Historia
Dave Scher y Jimi Hey, ambos de Los Ángeles, California, se conocían desde 1995 cuando Hey, que por entonces tenía 16 años, llamó al programa de radio nocturno que presentaba Scher. En el verano de 2002 decidieron formar All Night Radio, proyecto que culminó en 2004 cuando lanzaron el único disco de la banda, “Spirit Stereo Frequency.”

El grupo se disolvió debido a diferencias creativas en 2004.

## Miembros
- Dave Scher – voces, teclados, guitarras, efectos sonoros
- Jimi Hey – voces, batería, bajo, percusión, efectos sonoros

## Discografía

### Álbumes
- Spirit Stereo Frequency, editado en 2004 por Sub Pop